# Flumazenil
Flumazenil (també conegut com a flumazepil i codificat amb el nom de Ro 15-1788) és un antagonista selectiu del receptor GABA, únic fàrmac d'aquest tipus disponible actualment al mercat i administrable principalment via injectable. Actua inhibint de forma competitiva l'activitat d'aquest receptor i el seu principal ús és com a antídot en cas de sobredosi per benzodiazepines, tot i que també s'uda per revertir l'anestèsia quirúrgica.
Fou introduit per primera vegada al mercat l'any 1987 per Hoffman-La Roche amb el nom comercial Anexate, tot i que no va rebre l'aprovació de la FDA el 20 de desembre de 1991. Al 2008 els desenvolupadors van perdre la patent i, per tant, avui dia ja hi ha formulacions genèriques d'aquest fàrmac disponibles. L'administració sublingual i en forma de pomada tòpica també han estat provades.

## Usos terapèutics
El flumazenil és beneficiós pels pacients amb excessiva somnolència després d'usar benzodiazepines per al diagnòstic o per a procediments terapèutics.
El fàrmac s'usa com a antídot en sobredosi per benzodiazepines, actuant a través d'una inhibició competitiva del lloc d'unió d'aquestes substàncies al receptor GABAA.Tindrà diversos efectes adversos que caldrà tenir en compte sobretot quan s'utilitzi en cuidats intensius.Aquests inclouen disminució del llindar convulsiu, agitació i ansietat. A més, es requeriran múltiples dosis a causa de la curta vida mitjana que presenta el flumazenil i, per això mateix, caldrà una monitorització estreta del pacient per prevenir la recurrència de símptomes de sobredosi o l'aparició d'efectes adversos severs. També és eficaç en casos de sobredosi d'altres tipus d'hipnòtics coneguts com a fàrmacs z (anàlegs de les benzodiazepines que actuen sobre el mateix tipus de receptor GABA), com zolpidem i zaleplon.
A vegades el flumazenil s'utilitzarà també després d'una cirurgia per revertir els efectes sedants de les benzodiazepines. L'administració en aquest cas també requerirà una monitorizació curosa per part de l'anestesiòleg.
Hi ha alguna evidència sobre que el flumazenil és eficaç per a l'abstinència perllongada a benzodiazepines (o post-síndrome d'abstinència a les benzodiazepines) amb resultats prometedors. Tot i així, calen estudis més grans amb majors intervals entre dosis regulars per confirmar-ho. També va haver-hi altres estudis que van investigar l'efecte del fàrmac en la reducció de la tolerància a benzodiazepines i obtingueren resultats esperançadors.
També s'ha vist que podria ser efectiu per reduir l'excessiva somnolència diürna alhora que milloraria la vigilància en hipersòmnies primàries, com ara la hipersòmnia idiopàtica.
Una altra aplicació del fàrmac sembla que podria ser en l'encefalopatia hepàtica, però els resultats de diferents estudis són contradictoris. Podria tenir beneficis a curt termini en pacients amb cirrosi, però no hi ha evidència de beneficis a llarg termini.
No es recomana l'ús rutinari de flumazenil en persones amb disminució del nivell de consciència.

### PET radiolligands
Radiomarcat amb l'isòtop radioactiu carboni-11, el flumazenil pot ser usat com a radiolligand en neuroimatge en tomografia per emissió de positrons per visualitzar la distribució de receptos GABAA al cervell humà.

## Tractament de la dependència i tolerància a benzodiazepines
Els pacients amb epilèpsia que han esdevingut tolerants als efectes anticonvulsius del clonazepam (benzodiazepina) presentaran un període de diversos dies lliure de convulsions després del tractament amb 1.5 mg de flumazenil. De forma semblant, els pacients dependents d'altes dosis d'aquests fàrmacs, poden assolir una estabilitat a dosis baixes de clonazepam després de 7-8 dies de tractament amb flumazenil.
Es va demostrar l'eficàcia del flumazenil en la reducció o desaparició dels símptomes d'abstinència a benzodiazepines en subjectes dependents d'aquestes en estudis en què fou comparat amb placebo. També va demostrar ser més eficaç que el placebo en reduir els comportaments hostils i agressius en pacients que havien cessat el consum de benzodiazepines entre 4 i 266 setmanes.
En estudis in vitro en cèl·lules tissulars cultivades s'ha vist que el tractament crònic amb flumazenil revertia la disminució del nombre de receptors GABAA (o down-regulation en anglès) i el desacoblament d'aquests receptors que apareix en el consum perllongat de benzodiazepines. A més, també s'ha observat que l'exposició a flumazenil estimula el reacoblament i la síntesi de nous receptors, es creu que a través de l'augment de la fabricació de proteïnes dels receptors.
L'administració subcutània de dosis petites de flumazenil és un procediment segur per a pacients que cessin el consum de benzodiazepines després d'una dependència perllongada a altes dosis d'aquestes. El risc de convulsions és baix inclús en aquells pacients que n'hagin experimentat en intents previs d'abandonar les benzodiazepines.

## Farmacocinètica i posologia
L'inici d'acció és ràpid i generalment s'observen efectes als dos minuts, tot i que no serà fins als 6-10 minuts que s'assoleixi l'efecte màxim. El metabolisme és hepàtic, donant com a producte compostos inactius que seran excretats per l'orina (95%) i per la femta (5%), i la vida mitjana és de 7-15 minuts (inicial), 20-30 minuts (cervell) i 40-80 minuts (final). Diverses benzodiazepines (com el midazolam) tenen una semivida més llarga que el flumazenil. És per això que sovint caldran dosis repetides d'aquest antídot per tal de prevenir la reaparició dels símptomes de sobredosi un cop la dosi inicial de flumazenil s'esgoti.
La forma disponible és una solució transparent i incolora, que conté 0.5 mg en una ampolleta de 5 ml, i que serà administrada via injecció intravenosa. La dosi recomanada variarà segons l'edat del pacient i també en funció del context en què s'administri:
- Pacient adult, per revertir l'anestèsia: la dosi inicial recomanada és de 0.2 mg durant 15 segons. En cas de no assolir el grau de consciència desitjat, es poden afegir injeccions de 0.1 mg en intervals de 60 segons fins una dosi màxima d'1 mg. La dosi habitual es sol trobar entre els 0.3 i 0.6 mg, però pot variar segons el pacient i el tipus de benzodiazepina que s'hagi usat.[27]
- Pacient adult, en cuidats intensius: la dosi inicial recomanada és de 0.2 mg durant 15 segons. En cas de no assolir el grau de consciència desitjat, es poden afegir injeccions de 0.1 mg en intervals de 60 segons, sent ara el màxim aconsellat una dosi de 2 mg o bé fins que el pacient desperti. Si reapareix la somnolència, pot ser útil una perfusió intravenosa de 0.1-0.4 mg/h (cal aturar-la cada 6 hores per verificar si es produeix de nou la sedació). Si després de l'administració repetida no s'obté un efecte evident en la recuperació de la consciència, cal considerar la possibilitat que la intoxicació no hagi estat per benzodiazepines.[27]
- Pacient d'edat avançada: no hi ha dades específiques en ancians però cal tenir en compte que sovint són una població més sensible a l'efecte dels medicaments i caldrà actuar amb la precaució corresponent.
- Nens majors d'1 any: la dosi inicial recomanada és de 0.01 mg/kg (fins 0.2 mg) durant 15 segons. Si no s'obté el nivell desitjat de consciència després de 45 segons més, es pot administrar una nova injecció de 0.01 mg/kg (fins 0.2 mg) en intervals de 60 segons (un màxim de 4 vegades) fins una dosi màxima de 0.05 mg/kg o bé 1 mg, segons quina sigui la dosi mínima utilitzada.[27]
- Nens menors d'1 any: no hi ha dades sobre l'ús del flumazenil en aquesta població i, per tant, només estarà indicada la seva administració en situacions en què els potencials beneficis superin el possible risc.

Els individus que són físicament dependents de les benzodiazepines poden presentar clínica de síndrome d'abstinència de les benzodiazepines, incloent convulsions, després de l'administració de flumazenil.

### Contraindicacions
- Hipersensibilitat al flumazenil o a qualsevol dels excipients.
- Pacient que rep benzodiazepines per al control d'un estat que implica risc vital, com ara control d'un status epilepticus.
- En intoxicacions mixtes de benzodiazepines i antidepressius tricíclics i/o tetracíclics. Enfront la presència de símptomes autonòmics (anticolinèrgics), neurològics (alteracions motores) o cardiovasculars per intoxicació greu amb els antidepressius esmentats, no s'ha d'usar flumazenil com a antídot.

## Farmacologia clínica
El flumazenil, un derivat de la imidazobenzodiazepina, antagonitza els efectes de les benzodiazepines al sistema nerviós central a través d'inhibir competitivament l'activitat al lloc de reconeixement d'aquest psicòtrop, al complex receptor GABAA.Paradoxalment, també sembla presentar un agonisme parcial del mateix complex receptor quan aquest conté monòmers del tipus α-6, tot i que la rellevància clínica és desconeguda.
Cal dir que el flumazenil no antagonitzarà aquells efectes sobre el sistema nerviós central que tinguin les diferents substàncies que actuen sobre neurones gabaèrgiques mitjançant un tipus de receptor diferent, com ara l'etanol, els barbitúrics i la majoria d'anestèsics. Tampoc revertirà l'efecte dels opioides.